# 강영숙 (방송인)
강영숙(姜映淑, 1931년 9월 20일~2024년 9월 11일)은 대한민국의 방송인이자 사회기관단체인이다.

## 학력
- 1953년 숙명여자대학교 국어국문학과 졸업
- 1967년 연세대학교 경영전문대학원 수료

## 경력
- 1951 ~ 1953년 서울중앙방송 견습 아나운서
- 1953년 서울중앙방송 정식 아나운서 입사
- 1961년 문화방송 아나운서 이직
- 1962년 경기여자고등학교, 중앙여자고등학교 교사
- 1964년 도쿄올림픽 중계 아나운서
- 1967년 여류방송인클럽 회장
- 1971년 MBC 아나운서실 실장
- 1973년 ~ 1978년 초대 국민회의 대의원
- 1973년 ~ 1982년 MBC 해설위원
- 1973년 서울가정법원 가사조정위원
- 1974년 예지원 원장
- 1977년 MBC 연수위원
- 1978년 ~ 1980년 제2대 국민회의 대의원
- 1984년 평화통일정책자문회의 부의장
- 1984년 평화통일자문회의 여성분과 위원장
- 1985년 평화통일자문회의 상임 위원
- 1986년 서울시 문화관광 전문위원
- 1993년 평화통일자문회의 상임 위원
- 1993년 8월 문화체육부 자문위원
- 1996년 3월 교통방송시청자위원회 위원장
- 1998년 10월 문화관광부 세시풍속생활화추진협의회 위원
- 1999년 3월 예지로타리클럽 초대 회장

## 수상 경력
- 1968년 서울시 문화상
- 국민훈장 동백장
- 국무총리상
- 대통령상
- 문교부장관상
- 2009년 9월 제2회 한민족문화예술대상 전통예절선양부문
- 2010년 12월 제19회 대한민국 무궁화 대상 장한어머니부문

## 저서
- 아나운서의 벗
- 정감있는 여성
- 교양인의 해외여행

## 가족 관계
- 배우자: 한영섭
  - 슬하: 한기원, 한기두, 한기조